# 三刻拍案驚奇
三刻拍案惊奇又名幻影、型世言、型世奇观，是一部明末短篇话本小说集。作者在書中自稱是「梦觉道人」，並且由「峥霄馆」寫下評語。該書共十卷四十回，每回講一个故事，該内容以记叙忠孝节义之事为主。該書體例意在模仿凌濛初的《初刻拍案惊奇》、《二刻拍案惊奇》。該书作者一般认为是明末钱塘(今浙江杭州)书坊主人陆人龙。該书所题到的“峥霄馆”即是陸人龍与其兄陆云龙共同经营的坊间书肆。該书约刊行于明崇祯末年。中華人民共和國一度无全本。後來法籍华人陈庆浩于韩国汉城大学奎章阁发现全本。台湾中央研究院中国文哲研究所有影印本。